# Acanthurus bariene
Acanthurus bariene là một loài cá biển thuộc chi Acanthurus trong họ Cá đuôi gai. Loài cá này được mô tả lần đầu tiên vào năm 1831.

## Từ nguyên
Từ định danh bariene trong danh pháp cũng chính là tên thông thường của loài cá này ở đảo Waigeo, Indonesia, nơi mà mẫu gốc được thu thập.

## Phạm vi phân bố và môi trường sống
A. bariene có phạm vi phân bố phổ biến ở Thái Bình Dương và thưa thớt ở Ấn Độ Dương. Ở Ấn Độ Dương, loài cá này được ghi nhận xung quanh các đảo quốc bao gồm Comoros, Mayotte, Seychelles, Maldives, đảo Giáng Sinh, cũng như các rạn san hô Scott và quần đảo Ashmore và Cartier; từ biển Andaman, A. bariene xuất hiện trên khắp vùng biển các nước Đông Nam Á, trải dài đến quần đảo Solomon; phía nam trải dài đến rạn san hô Great Barrier; phía bắc giới hạn đến Nam Trung Quốc, đảo Đài Loan và quần đảo Ryukyu (Nhật Bản).
A. bariene sống gần các rạn san hô viền bờ và bãi đá ngầm ở độ sâu đến ít nhất là 50 m. Cá chưa trưởng thành sống ở những vùng nước cạn hơn.

## Mô tả
Chiều dài cơ thể tối đa được ghi nhận ở A. bariene là 50 cm. Loài cá này có một mảnh xương nhọn chĩa ra ở mỗi bên cuống đuôi tạo thành ngạnh sắc, là đặc điểm của họ Cá đuôi gai. Ngạnh này được bao quanh bởi một vệt màu nâu sẫm.
Cơ thể của A. bariene có màu nâu xám với những đường sọc mờ màu xanh lam ở hai bên thân. Đầu có những đốm màu vàng cam; môi trắng. Mắt có viền màu vàng cam. Một đốm đen viền xanh ở sau mắt, nằm trên nắp mang. Một vệt màu vàng cam ở sau đốm mắt, băng xuống gốc vây ngực, lan rộng sang phần ngực. Vây lưng có màu vàng cam, vây hậu môn màu nâu sẫm. Cả hai vây này đều có viền màu xanh óng ở rìa, và một dải cùng màu ở gốc các vây. Vây đuôi lõm sâu, hình lưỡi liềm, có màu lam thẫm; rìa sau của đuôi màu xanh óng; gốc vây thường có dải trắng bao quanh; thùy đuôi có màu trắng và cam.
Số gai ở vây lưng: 9; Số tia vây ở vây lưng: 26 - 28; Số gai ở vây hậu môn: 3; Số tia vây ở vây hậu môn: 25 - 26.

## Sinh thái
A. bariene thường ăn tảo bám trên đá hoặc nền cát. A. bariene có thể sống đơn độc hoặc bơi theo cặp.

## Đánh bắt
A. bariene là một loài hải sản được đánh bắt ở vài nơi trong phạm vi của chúng. Chúng cũng được xem là một loài cá cảnh. Giá bán trực tuyến của A. bariene dao động trong khoảng từ 69,99 đến 449,95 USD tùy theo kích cỡ.